# 倪家营镇
倪家营镇，是中华人民共和国甘肃省张掖市临泽县下辖的一个乡镇级行政单位。
2014年，甘肃省民政厅批复同意撤销倪家营乡，设立倪家营镇。

## 行政区划
倪家营镇下辖以下地区：
梨园村、南台村、高庄村、马郡村、汪家墩村、倪家营村、下营村和黄家湾村。